# Kreis Schams
| Schams              | Schams            |
| ------------------- | ----------------- |
| Schams              |                   |
| Basisdaten          |                   |
| Staat:              | Schweiz           |
| Kanton:             | Graubünden (GR)   |
| Bezirk:             | Hinterrhein       |
| Hauptort:           | Zillis-Reischen   |
| Fläche:             | 201,85 km²        |
| Einwohner:          | 1802 (31.12.2009) |
| Bevölkerungsdichte: | 9 Einw. pro km²   |
| Aufgehoben am:      | 31. Dezember 2015 |
| Karte               |                   |
| Karte von Schams    |                   |

Der Kreis Schams bildete bis zum 31. Dezember 2015 zusammen mit den Kreisen Avers, Domleschg, Rheinwald und Thusis den Bezirk Hinterrhein des Kantons Graubünden in der Schweiz. Der Sitz des Kreisamtes befand sich in Zillis-Reischen. Durch die Bündner Gebietsreform wurden die Kreise aufgehoben.

## Geografie
Geografisch entsprach der Kreis Schams der Talschaft Schams, dem mittleren Abschnitt des Hinterrheintales südlich der Viamalaschlucht.

## Gemeinden
Der Kreis setzte sich aus folgenden Gemeinden zusammen:
| Wappen            | Name der Gemeinde | Einwohner (31. Dezember 2023) | Fläche in km² | BFS-Nr |
| ----------------- | ----------------- | ----------------------------- | ------------- | ------ |
| Andeer            | Andeer            | 926                           | 46,30         | 3701   |
| Casti-Wergenstein | Casti-Wergenstein | 59                            | 25,62         | 3703   |
| Donat             | Donat             | 205                           | 4,67          | 3705   |
| Ferrera           | Ferrera           | 82                            | 75,46         | 3713   |
| Lohn              | Lohn              | 53                            | 8,17          | 3707   |
| Mathon            | Mathon            | 54                            | 15,13         | 3708   |
| Rongellen         | Rongellen         | 61                            | 2,02          | 3711   |
| Zillis-Reischen   | Zillis-Reischen   | 419                           | 24,48         | 3712   |

## Veränderungen im Gemeindebestand seit 2000

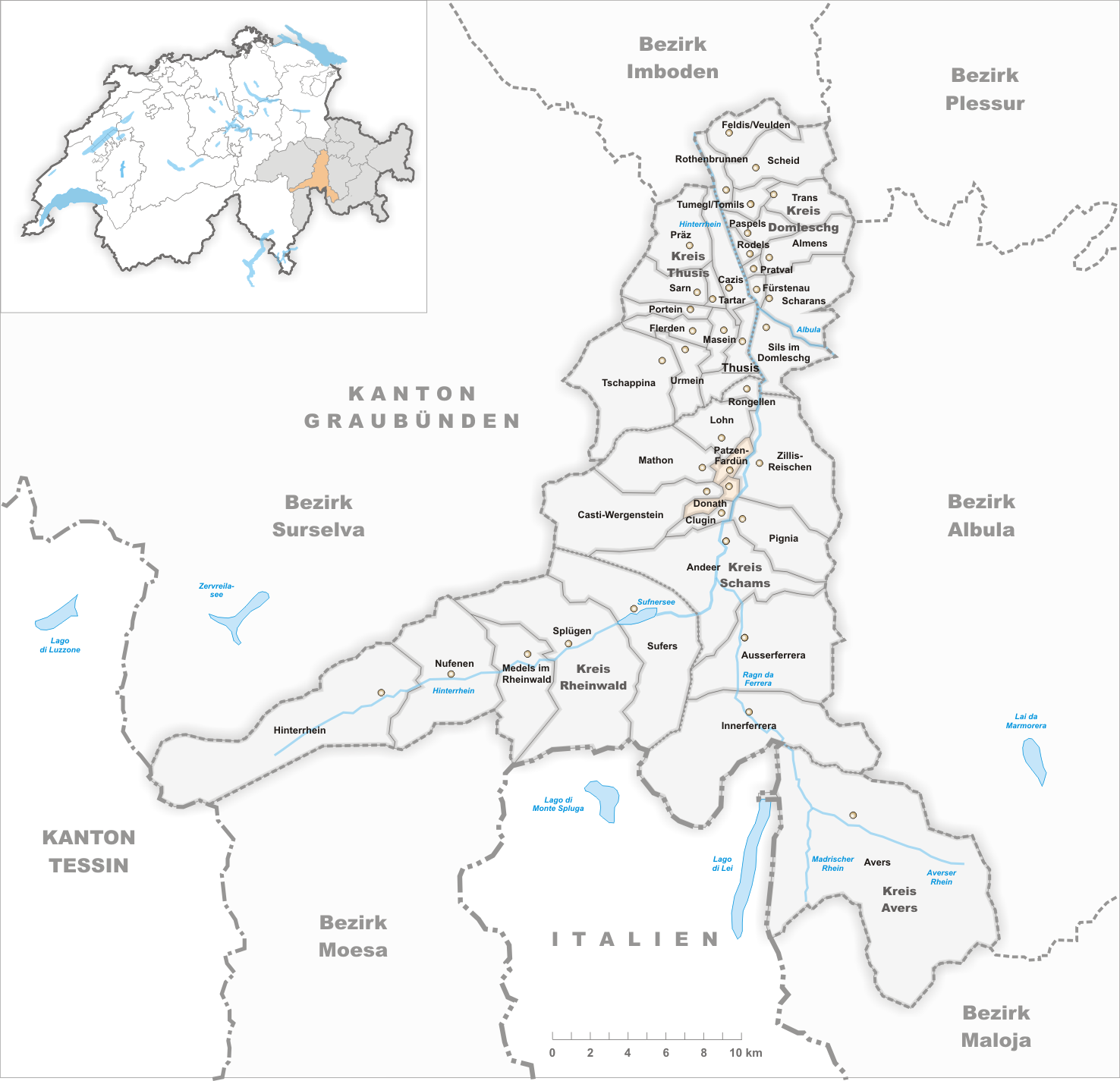
Gemeinden bis 2002
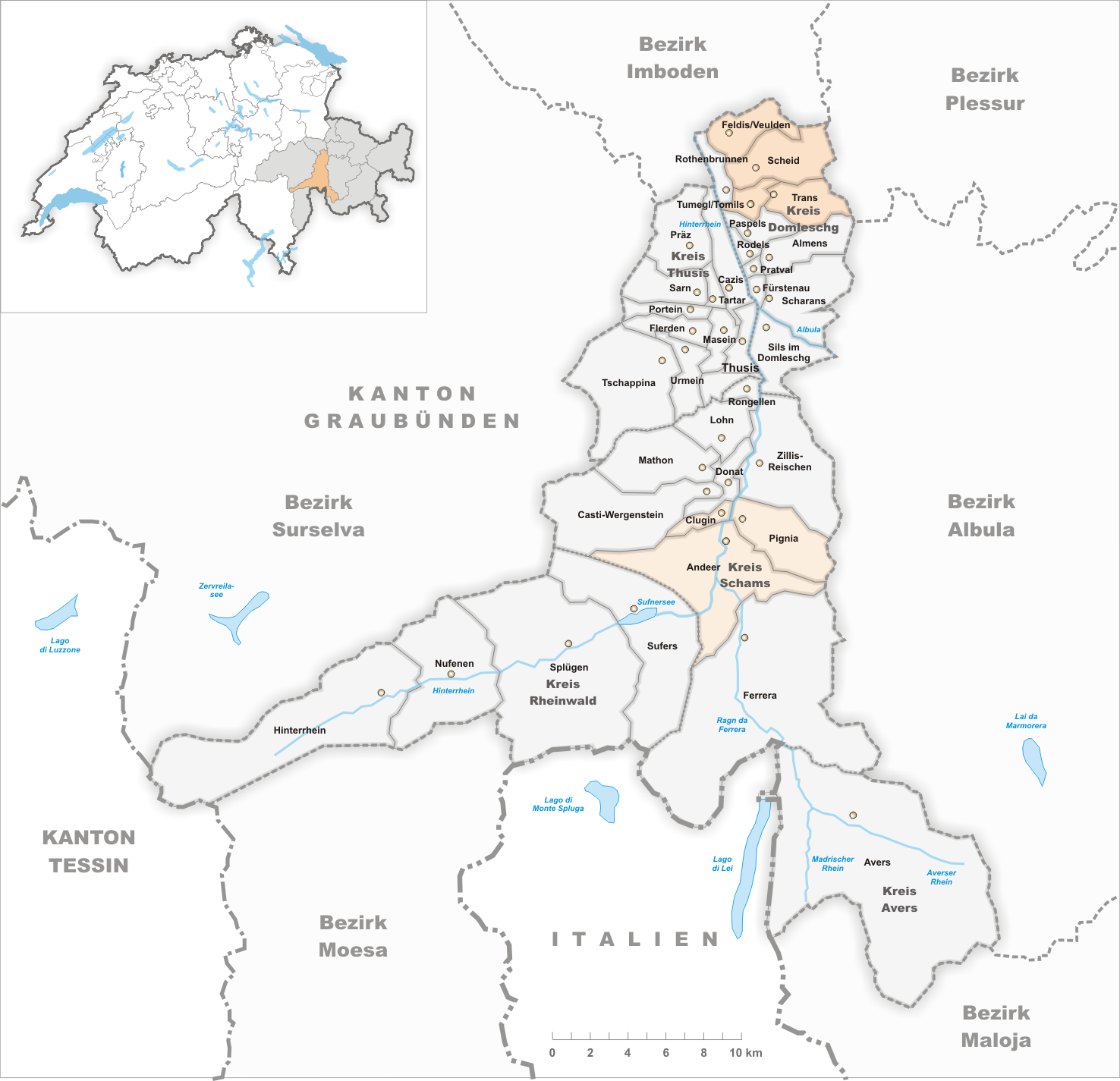
Gemeinden bis 2008

### Fusionen
- 2003: Donat und Patzen-Fardün → Donat
- 2009: Andeer, Clugin und Pignia → Andeer